# Massif de Pormenaz
Pour les articles homonymes, voir Pormenaz.
Le massif de Pormenaz est un petit chaînon montagneux de France, en Haute-Savoie, et culminant à 2 323 mètres d'altitude à la pointe Noire de Pormenaz.

## Géographie

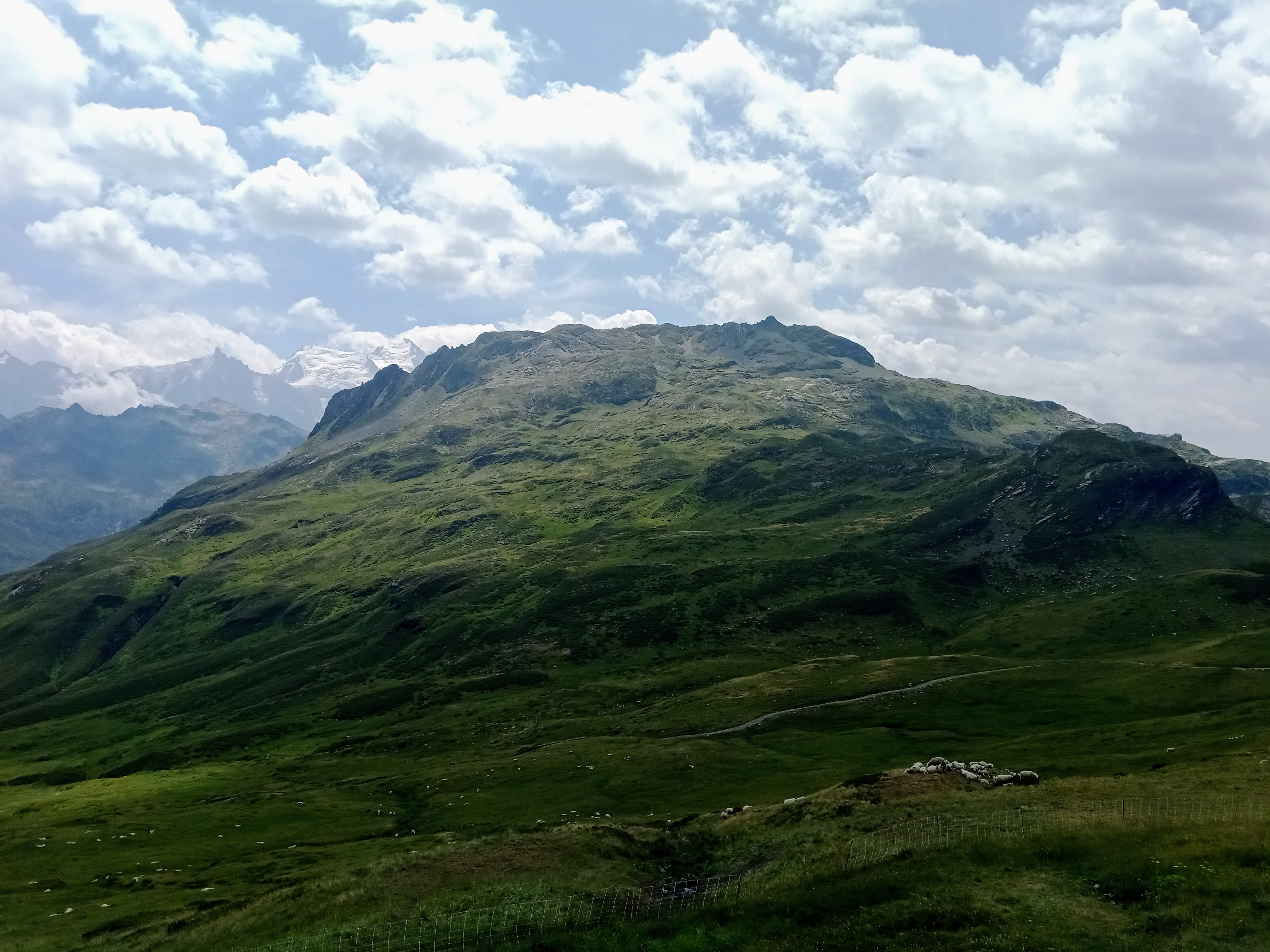
Le massif de Pormenaz depuis le refuge de Moëde Anterne au nord.

Il est situé sur les communes de Servoz pour son adret et de Passy pour son ubac. Il appartient à l'ensemble géologique des aiguilles Rouges mais est séparé de celui-ci par la Diosaz, un torrent formant des gorges entre les deux massifs. L'ubac du massif de Pormenaz est inclus dans la réserve naturelle nationale de Passy.